# Puebla (stát)
Puebla, oficiálně Estado Libre y Soberano de Puebla (do češtiny volně přeloženo jako Svobodný a suverénní stát Puebla) je jeden ze 31 států, které spolu s jedním federálním distriktem tvoří federativní republiku Mexiko. Na východě sousedí s Veracruzem, na západě s Hidalgem, Méxicem, Tlaxcalou a Morelosem a na jihu s Guerrerem a Oaxacou.